# ادامه داستان زاتوایچی
ادامه داستان زاتوایچی (به ژاپنی: 続・座頭市物語 Zoku Zatōichi Monogatari) یک فیلمی به کارگردانی کازوئو موری است که در سال ۱۹۶۲ اکران شد. از بازیگران آن می‌توان به شینتارو کاتسو، تومیسابورو واکایاما، و ایجیرو یاناگی اشاره کرد.